# Cesson
Cesson là một xã ở tỉnh Seine-et-Marne, thuộc vùng Île-de-France ở miền bắc nước Pháp.

## Dân số
Người dân ở đây được gọi là Cessonnais.
Điều tra dân số năm 1999, the population was 7,699.